# Locha phocusa
Locha phocusa là một loài bướm đêm trong họ Geometridae.